# Pin Volta

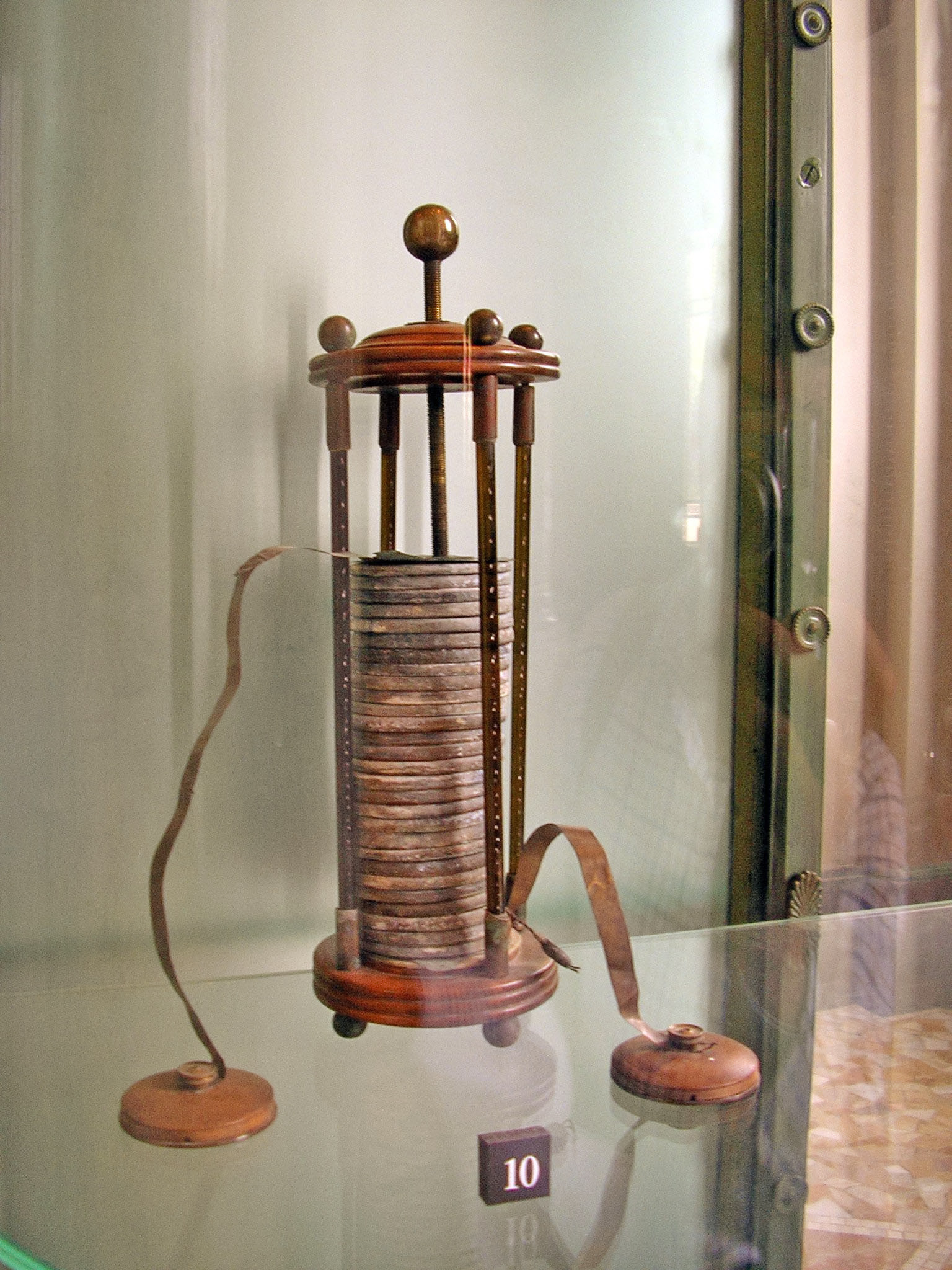
Một pin Volta

Cấu tạo pin Volta

Pin Volta là một bộ các tế bào Galvanic riêng đặt thành xê ri, được Alessandro Volta - nhà vật lí, hóa học phát minh năm 1800. Đó là đó là một tấm kẽm và một tấm đồng nhúng trong axit sunfuric, nếu nối hai tấm kim loại này với nhau thì nó có thể sản sinh ra dòng điện liên tục và ổn định. Pin Volta chính là mẫu hình cho các phát minh sau này như pin điện phân được dùng để tách nước thành oxy và hydro của William Nicholson và Anthony Carlisle hay pin hóa học natri (1807), kali (1807), calci (1808), boron (1808), bari (1808), stronti (1808) và magie (1808) của Humphry Davy.
Phát minh của Volta được xây dựng dựa trên khám phá vào năm 1786, trong khi thực hiện một bài giảng, giáo sư Cơ thể học Luigi Galvani (1737-1798) tại trường Đại học Bologne, Italy, đã dùng một thanh kim loại đâm vào một con nhái đã lột da và đã làm chân con nhái co giật lại. Volta thử lại thí nghiệm của Galvani và đã phát hiện ra rằng cơ thể con ếch chỉ là một chất dẫn điện thường. Chính dòng điện sinh ra trong các kim loại khác bản chất đã kích thích các dây thần kinh, và làm hoạt động các cơ. 
Và để chứng minh sự lầm lẫn của sự Galvani, Volta tạo ra điện với một thanh đồng và một thanh kẽm mà không cần có cơ thể con ếch. Năm 1800, Volta đã thực hiện một loạt các thử nghiệm dùng kẽm, chì, thiếc và sắt làm tấm tích điện âm (cathode) và đồng, bạc, vàng, than chì như một tấm tích điện dương (anode). Sau đó, ông xếp các tấm trái cực xen kẽ với nhau, ngăn cách bởi miếng giấy xốp tẩm dung dịch muối ăn. Cuối cùng, ông nối điểm đầu với điểm cuối với một sợi dây dẫn và nhận thấy có 1 dòng điện chạy qua. Alessandro Volta đã trình diện phát minh này với Napoleon Bonaparte tại Paris vào ngày 6 tháng 11 năm 1801.
Ngày 10 tháng 3 năm 1800, Volta đã viết cho Hội Hoàng gia London mô tả kỹ thuật tạo dòng điện bằng cách sử dụng pin của mình.